# Thekla Brun-Lie
Thekla Brun-Lie (Oslo, 2 de septiembre de 1992) es una deportista noruega que compite en biatlón. Ganó una medalla de oro en el Campeonato Europeo de Biatlón de 2018, en la prueba de relevo individual.

## Palmarés internacional
| Campeonato Europeo | Campeonato Europeo   | Campeonato Europeo | Campeonato Europeo      |
| Año                | Lugar                | Medalla            | Prueba                  |
| ------------------ | -------------------- | ------------------ | ----------------------- |
| 2018               | Val Ridanna (Italia) | Medalla de oro     | Relevo mixto individual |